# アジャン
アジャン(Agen)はフランス南部、ガロンヌ川河畔に位置するヌーヴェル＝アキテーヌ地域圏の都市である。ロット＝エ＝ガロンヌ県の県庁所在地。人口は1999年現在で約3万人。県内では最も人口の多い都市である。
アジャンの創建は古代にさかのぼる。アジャンはフランス王国とイングランド王領アキテーヌの境界に位置したため、中世には重要な場所となった。現在は A62自動車道によってトゥールーズとボルドーに連絡する。
アジャンの大聖堂は12世紀に建設され、現在は世界遺産「フランスのサンティアゴ・デ・コンポステーラの巡礼路」の一部として登録されている(ID868-015)。
干しスモモの産地。

## ギャラリー

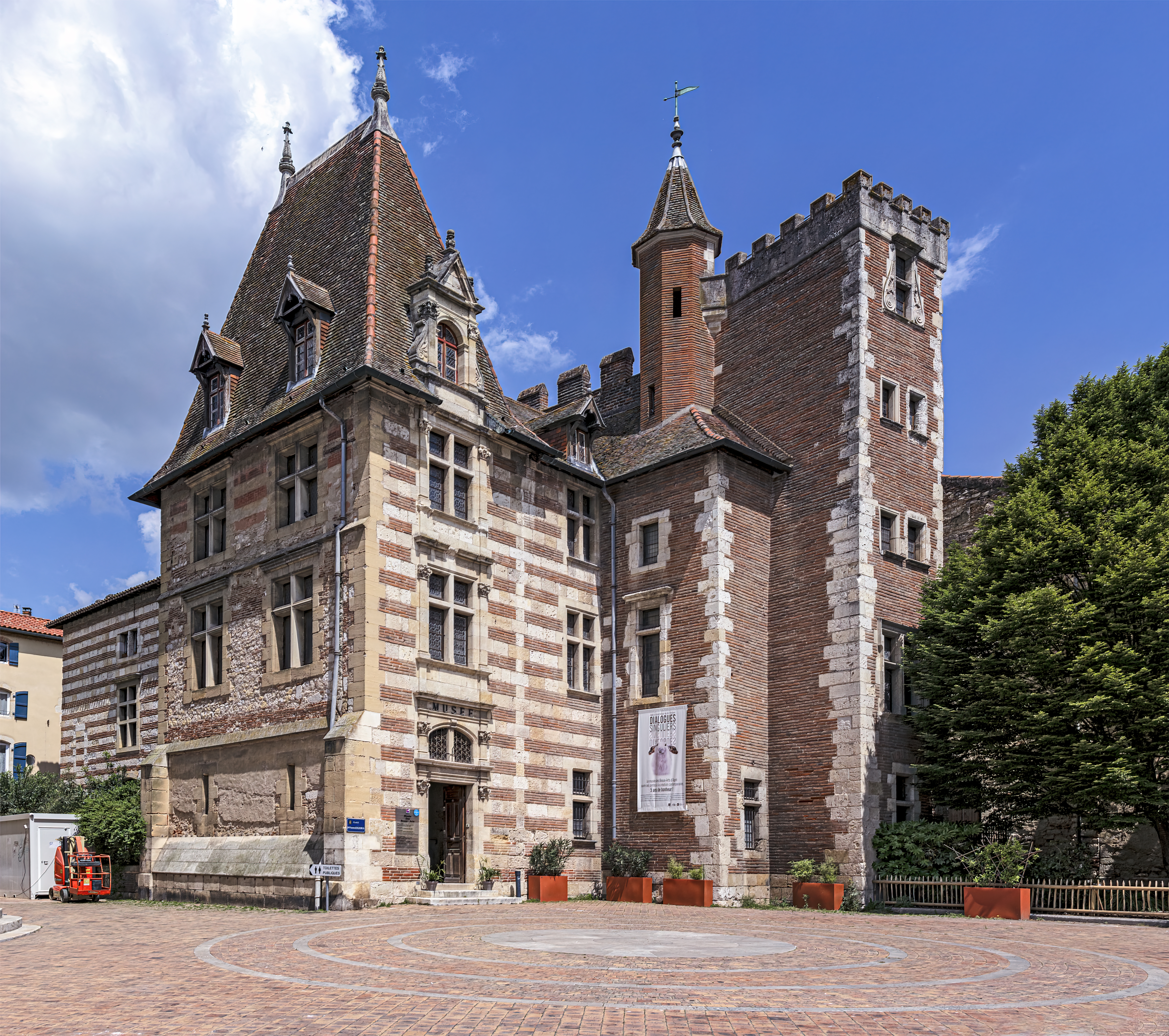
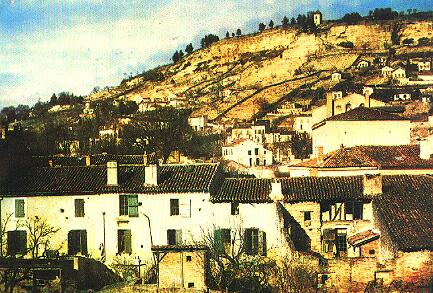
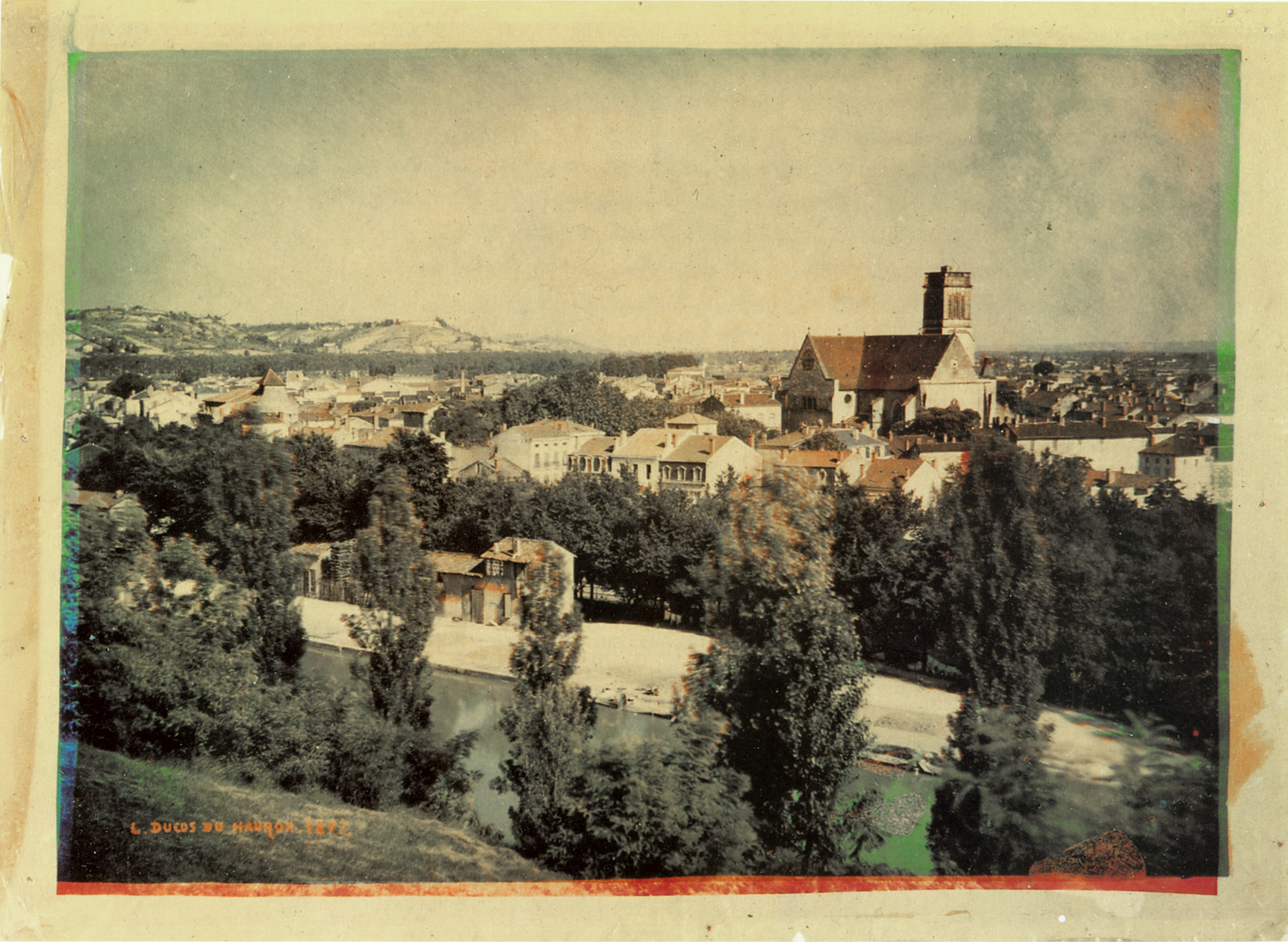

## アジャン出身の人物
- ミシェル・セール - 哲学者
- イヴ・サンマルタン - 騎手
- アラン・アスペ - 物理学者
- ステファーヌ・リドー - 俳優
- ジャン・クリュゲ - 騎手
- ピエール・モリニエ - 画家
- アイメリク・ラポルテ - サッカー選手

## 姉妹都市・友好都市
- ディンスラーケン（ドイツ）
- トゥアプセ（ロシア）
- トレド（スペイン）
- スラネリ（ウェールズ・イギリス）
- 西宮市（日本）